# Moritz Ferdinand Gätzschmann
Moritz Ferdinand Gätzschmann (* 24. August 1800 in Leipzig; † 18. Februar 1895 in Freiberg) war ein deutscher Bergmann.
Moritz Ferdinand Gätzschmann besuchte 1820 die Bergschule und 1821 die Bergakademie zu Freiberg, wurde 1829 Maschinenbausekretär zur Assistenz des Maschinendirektors und Assessor in Bau- und Maschinenangelegenheiten in sämtlichen sächsischen Bergämtern.
In dieser Stellung blieb er bis 1835, lehrte 1832–34 in Freiberg allgemeine Markscheidekunst, wurde 1835 Lehrer der Bergbaukunst an der Akademie und Assessor im Bergamt Freiberg. 1836 zum Professor ernannt, leitete er seit 1841 die Lehranstalt für mechanische Baugewerke, wurde 1862 zum Bergrat ernannt und trat 1872 in den Ruhestand.

## Schriften
- Anleitung zur Grubenmauerung. Schneeberg, 1831 (Digitalisat)
- Vollständige Anleitung zur Bergbaukunst

Bd. 1: Die Lehre von den bergmännischen Gewinnungsarten. Freiberg, 1856 (Digitalisat)
Bd. 3: Die Auf- und Untersuchung der Lagerstätten nutzbarer Mineralien. Freiberg, 1846; 2. Aufl., Leipzig 1866 (Digitalisat)
- Vergleichende Uebersicht der Ausbeute und des wiedererstatteten Verlages, welche vom Jahre 1530 an bis mit dem Jahre 1850 im Freiberger Revier vertheilt wurden. Freiberg,  1852 (Digitalisat)
- Die Aufbereitung. 4 Bde., Leipzig 1864–1872 (Digitalisat Bd. 1, Digitalisat Bd. 2, Digitalisat Atlas)
- Sammlung bergmännischer Ausdrücke. Freiberg, 1859, 2. Aufl. Freiberg 1881, ND 1973, ISBN 3-8067-0249-7 (Digitalisat der Ausgabe von 1859)